# 스파이더맨 2 (2023년 비디오 게임)
마블의 스파이더맨 2(Marvel's Spider-Man 2)는 인섬니악 게임스가 개발하고 소니 인터랙티브 엔터테인먼트가 퍼블리싱한 2023년 액션 어드벤처 게임이다. 마블 코믹스의 캐릭터 스파이더맨을 기반으로 하며, 다른 미디어의 다양한 각색에서도 파생된 오랜 만화책 신화에서 영감을 받은 내러티브가 특징이다. 마블 스파이더맨 시리즈의 세 번째 작품으로, 마블 스파이더맨(2018)의 속편이자 스파이더맨: 마일즈 모랄레스(2020)의 후속작이다. 이번 편에서 피터 파커(Peter Parker)와 마일스 모랄레스(Miles Morales)는 뉴욕시를 초능력자들의 사냥터로 바꾸는 사냥꾼 크레이븐(Kraven the Hunter)이 이끄는 민간 민병대를 포함하여 몇 가지 새로운 위협에 맞서 싸우면서 개인 생활의 다음 단계를 탐색하기 위해 고군분투한다. 그리고 파커와 결속되어 그에게 부정적인 영향을 미쳐 그의 개인적인 관계를 파괴하겠다고 위협하는 외계 베놈 심비오트(Venom Symbiote)도 있다.
게임 플레이는 피터 파커와 마일스 모랄레스가 스파이더맨으로 제공하는 다양한 플레이 스타일에 중점을 두고 전작이 확립한 기반을 바탕으로 구축되었다. 이 게임은 스토리 진행을 통해 잠금 해제할 수 있는 새로운 웹 기반 장치와 슈트를 포함하여 기존의 횡단 및 전투 능력을 확장한다. 또한 이전 스파이더맨의 심비오트 슈트를 소개하여 파커에게 이전 플레이 가능한 모습에서 고유한 능력을 부여한다. 이전 게임과 마찬가지로 메인 스토리 외부의 콘텐츠는 사이드 미션을 완료하고 게임의 오픈 월드 전체에 분산된 수집품을 획득하는 것으로 구성되며, 플레이어는 파커와 모랄레스 사이를 전환하여 각각의 전용 목표를 완료할 수 있다.
마블의 스파이더맨의 적절한 속편에 관한 논의는 게임 개발 중에 시작되었으며, 향후 타이틀에 대한 공개 스토리 스레드가 게임과 마일스 모랄레스 모두에 걸쳐 공개되었다. 이 게임은 2021년 9월에 발표되었다. 인솜니악 게임스의 크리에이티브 디렉터 브라이언 인티하르(Bryan Intihar), 게임 디렉터 라이언 스미스(Ryan Smith), 내러티브 리드 존 파켓(Jon Paquette) 및 아트 디렉터 재신다 추(Jacinda Chew)가 각각 이전 출품작의 임무를 다시 수행하고 유리 로엔탈(Yuri Lowenthal), 낫지 지터(Nadji Jeter) 및 로라 베일리(Laura Bailey)가 헤드라인으로 돌아온다. 이전 게임의 다른 복귀 배우와 캐릭터로 구성된 게임의 앙상블 성우. 짐 피리(Jim Pirri)와 토니 토드(Tony Todd)가 각각 크레이븐(Kraven)과 베놈의 목소리로 앙상블에 합류했다.
스파이더맨 2는 2023년 10월 20일 플레이스테이션 5용으로 출시되어 비평가들의 호평을 받았다. 이 게임은 24시간 만에 250만 개 이상 판매되어 플레이스테이션 역사상 가장 빠르게 판매된 자사 타이틀이 되었다. 플레이스테이션 5 게임 중 세 번째로 많이 팔린 게임이다.